# Carello (San Giovanni in Fiore)
Carello  è una frazione del comune di San Giovanni in Fiore, in provincia di Cosenza, ormai completamente abbandonata dai propri abitanti. Il borgo si trova sul fondo della valle omonima.

## Geografia fisica

### Territorio

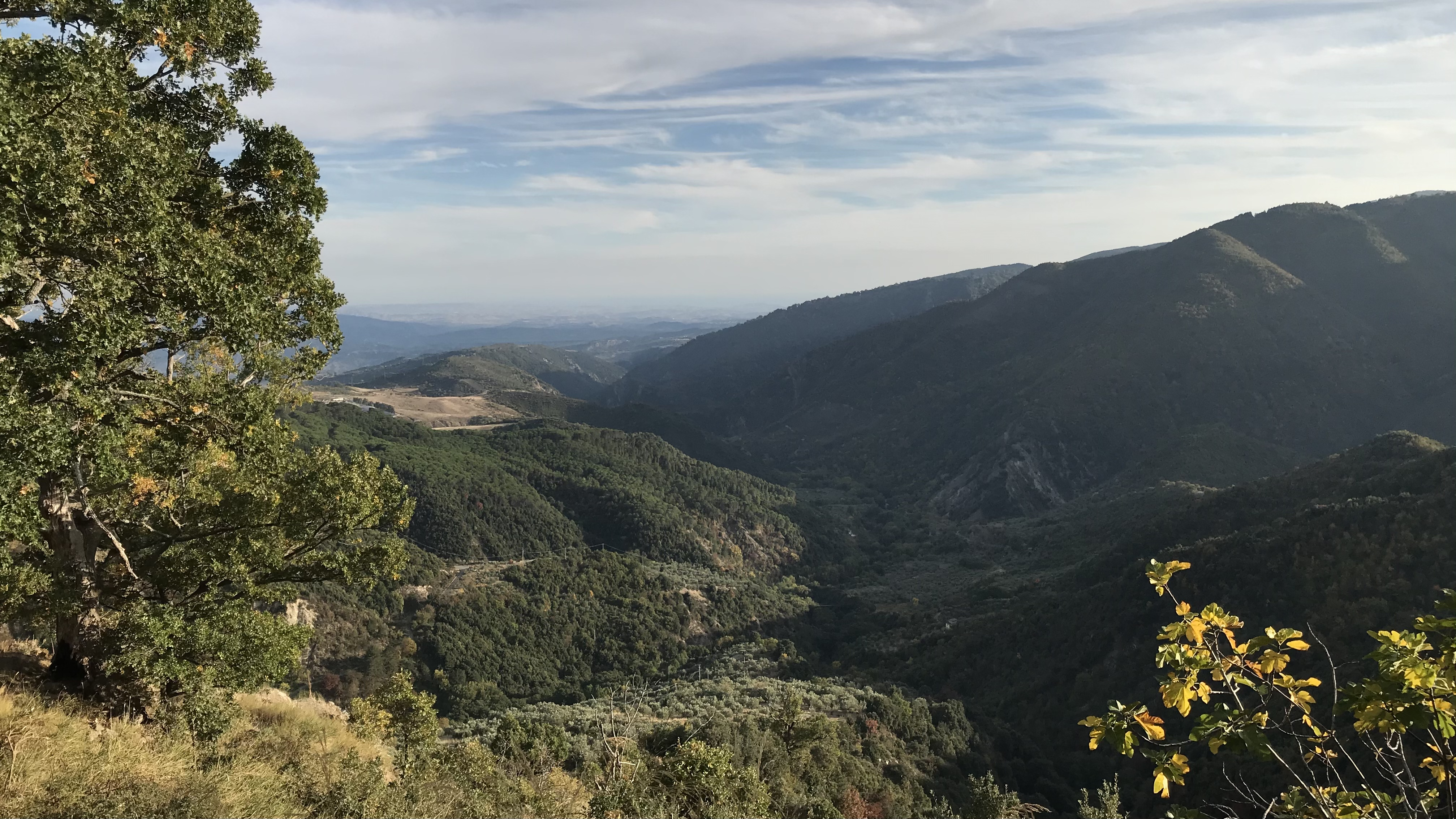
La vallata di Carello, con in evidenza gli uliveti

Situato sul fondo della valle di Carello (detta anche valle di Jannia, cioè l'alta Val di Neto), si è sviluppato su un pendio alla base del Monte Gimmella, una delle ultime propaggini della Sila.

### Clima
Essendo a un'altitudine di 525 metri, il clima di Carello è mite durante tutto l'anno; in inverno vi sono anche nevicate.

## Storia

### Origine

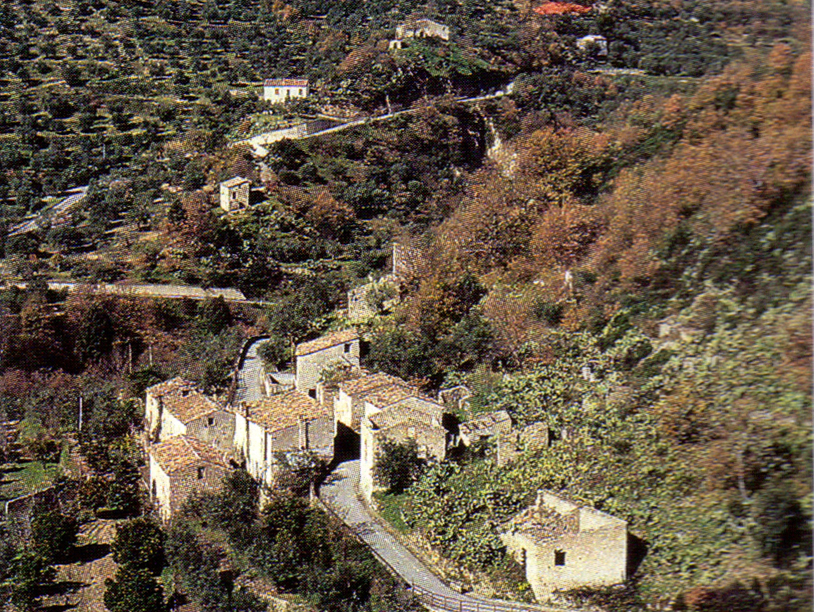
Carello

Il borgo di Carello ha origini antiche: probabilmente nacque nel XVIII secolo, anche se non si hanno fonti certe. 

#### La leggenda del soldato romano
Secondo un racconto locale, la chiesa di San Teodoro presente nel borgo deve il suo nome a un soldato romano, che, trovatosi a difendere il borgo durante una battaglia, supplicò a Dio di aiutarlo; egli trasformò tutti gli ulivi in un esercito, riuscendo a sconfiggere il nemico.

### Storia recente
Il borgo fino agli anni '60 contava, assieme alla vicina frazione di Jannia (non un vero nucleo abitato ma case rurali sparse), circa 300 abitanti ma presto conobbe, analogamente alla vicina Fantino, un rapido ma inesorabile spopolamento, nonostante si stessero progettando importanti opere. Le ragioni dello spopolamento sono probabilmente da ricercare nella posizione stessa del borgo, che è scarsamente collegato ai comuni vicini.
Attualmente si sta cercando di rivalorizzare il borgo.

## Monumenti e luoghi d'interesse

### Architetture religiose

#### Chiese

##### Chiesa di San Teodoro

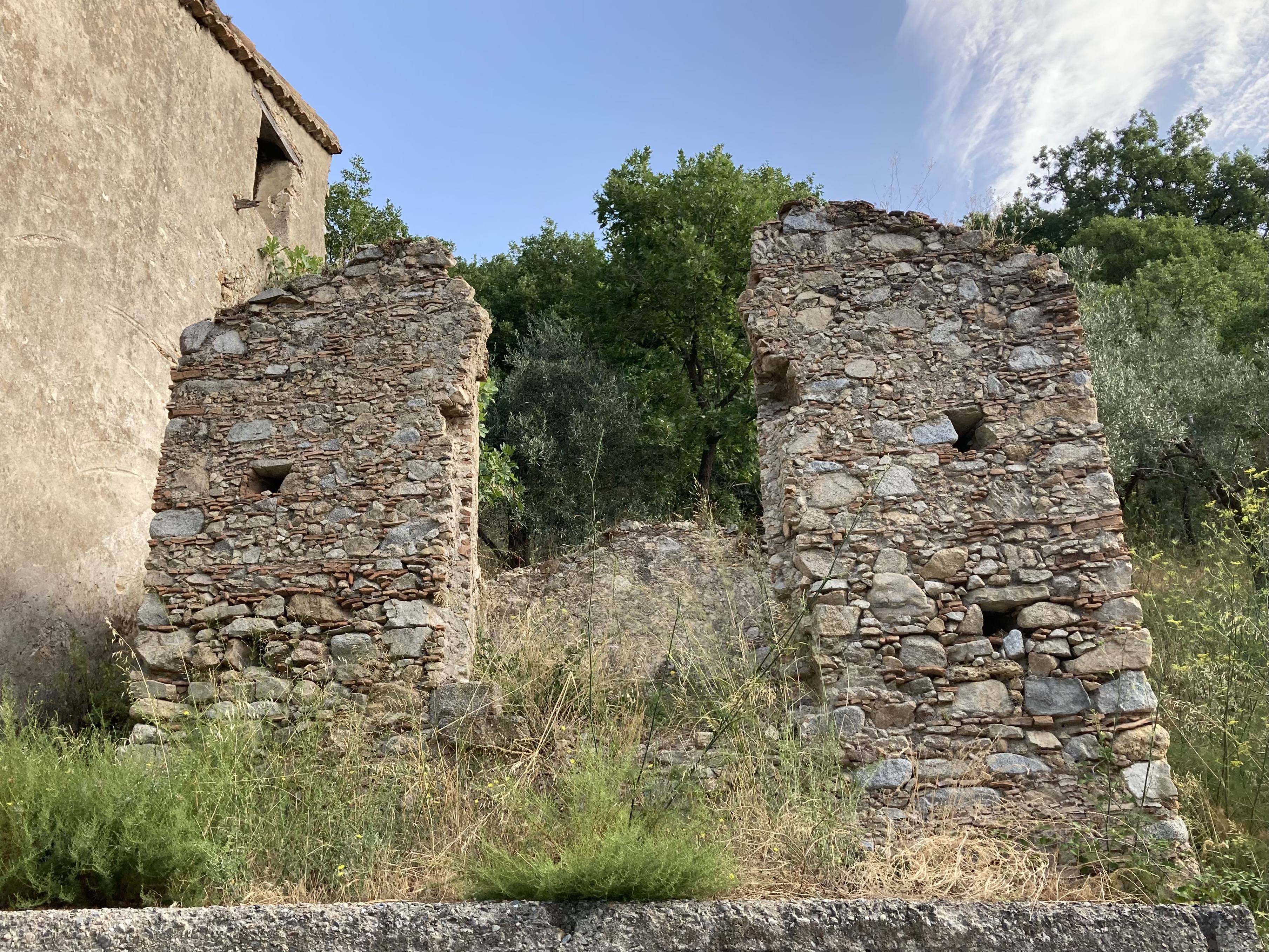
Facciata
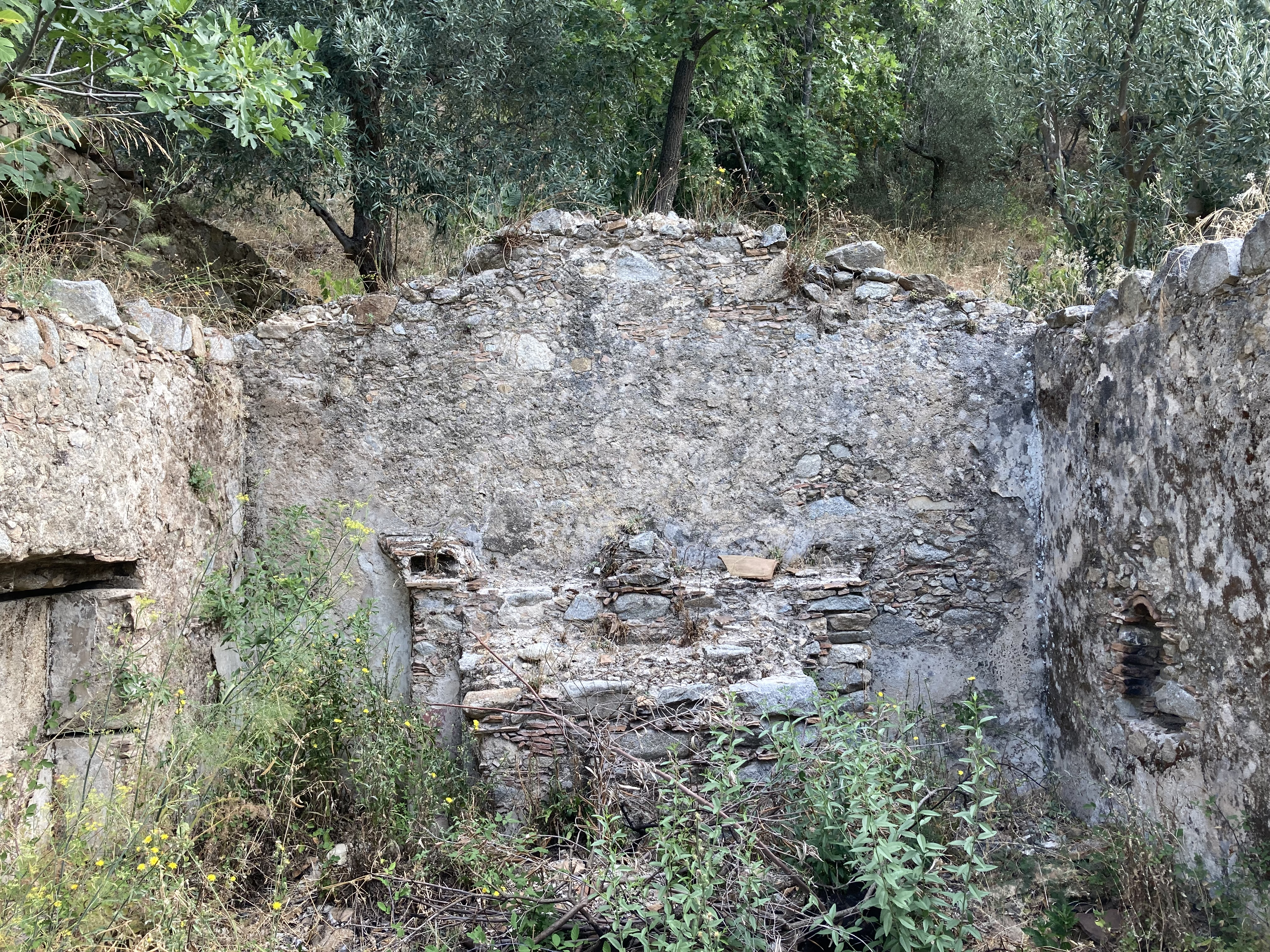
L’interno
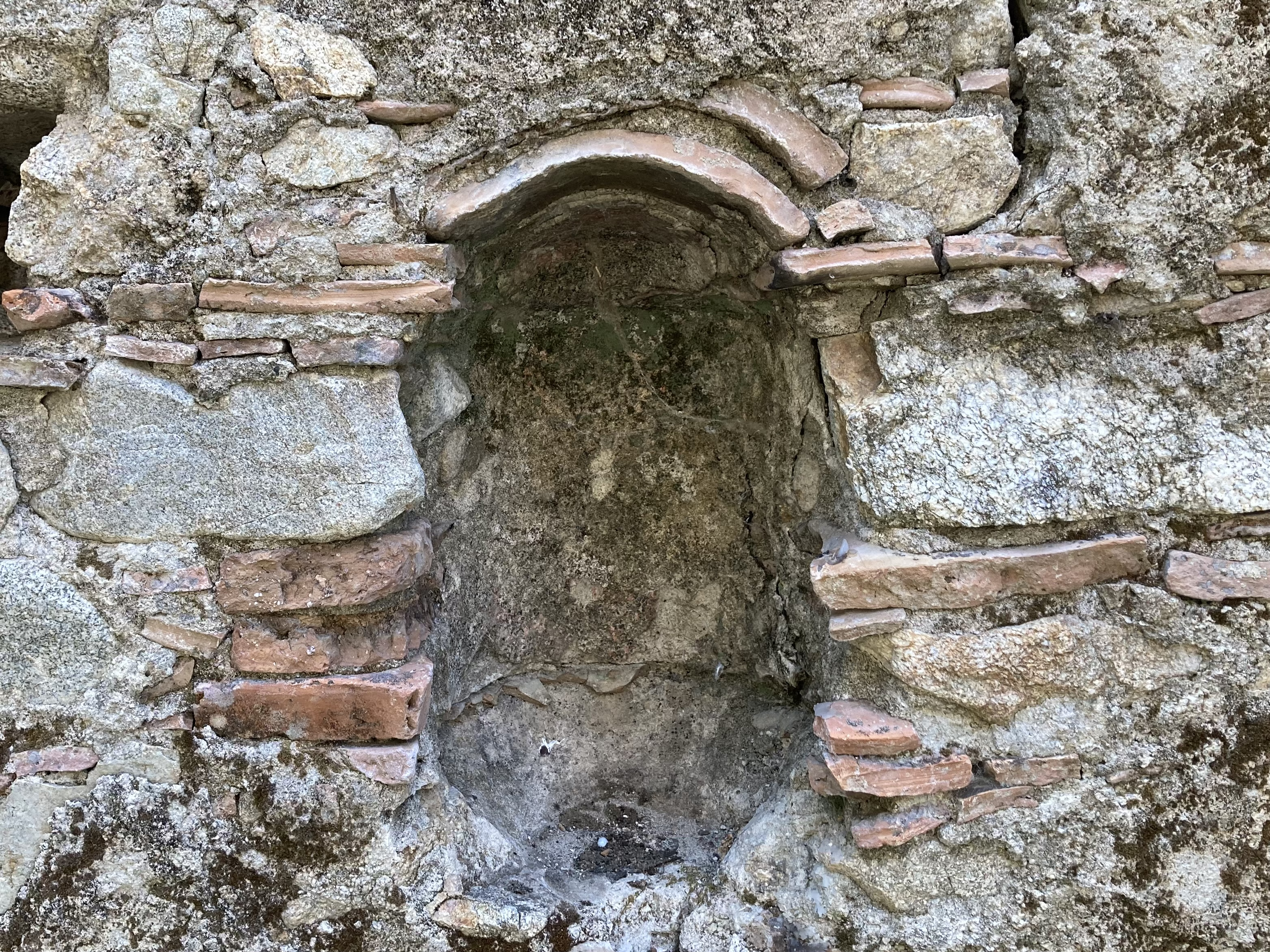
Una nicchia
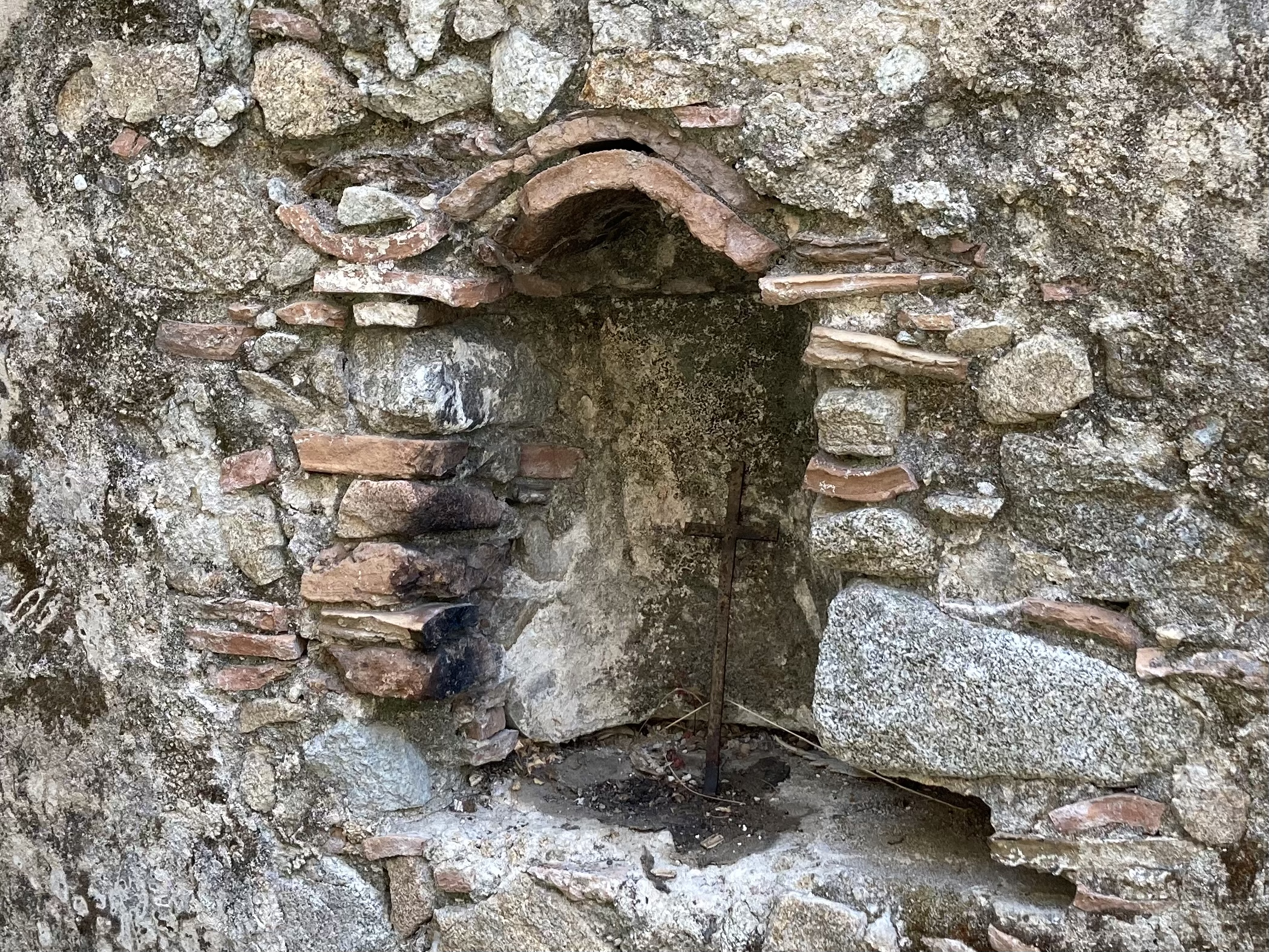
Una nicchia con una croce in ferro
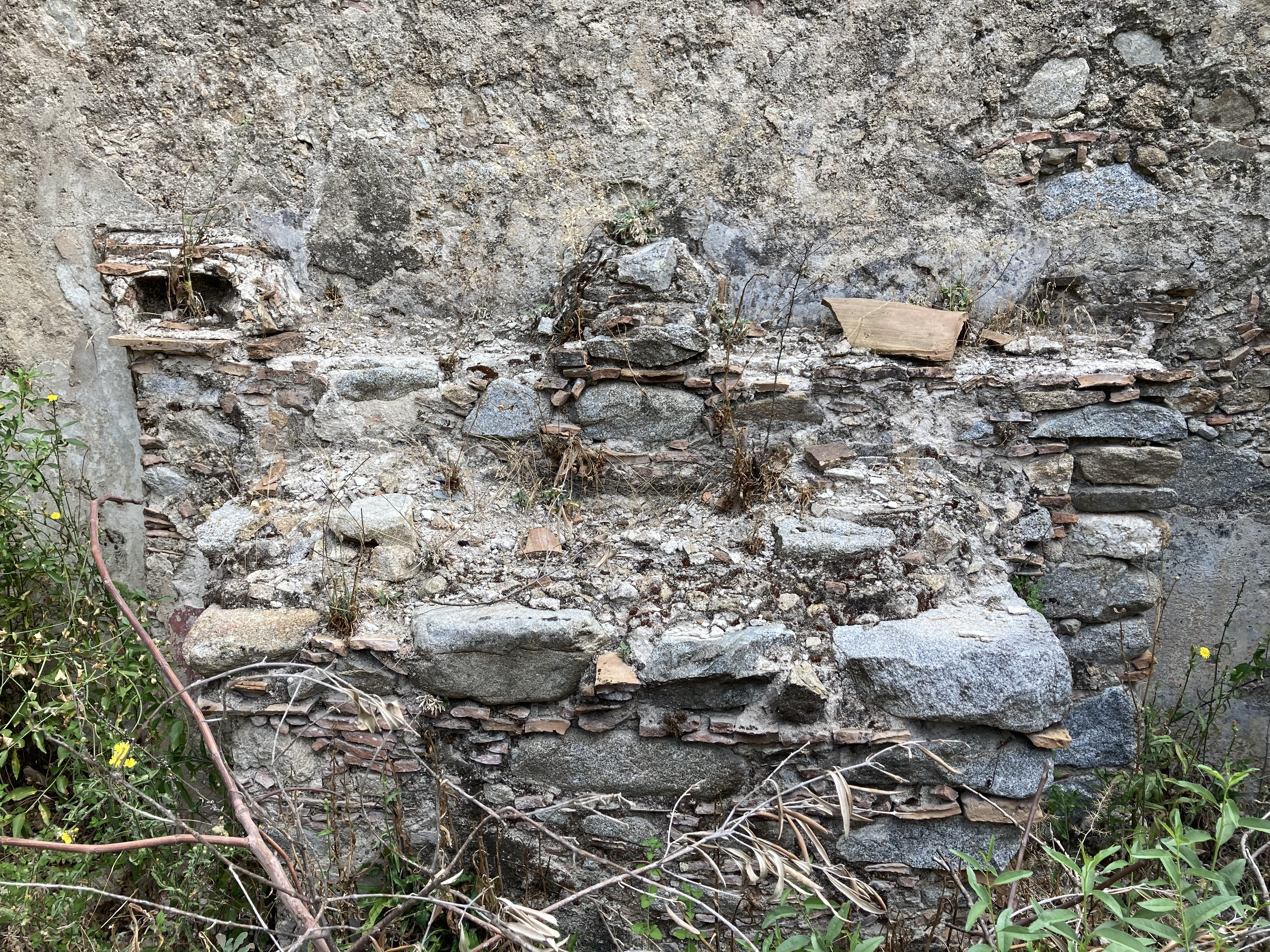
L’altare
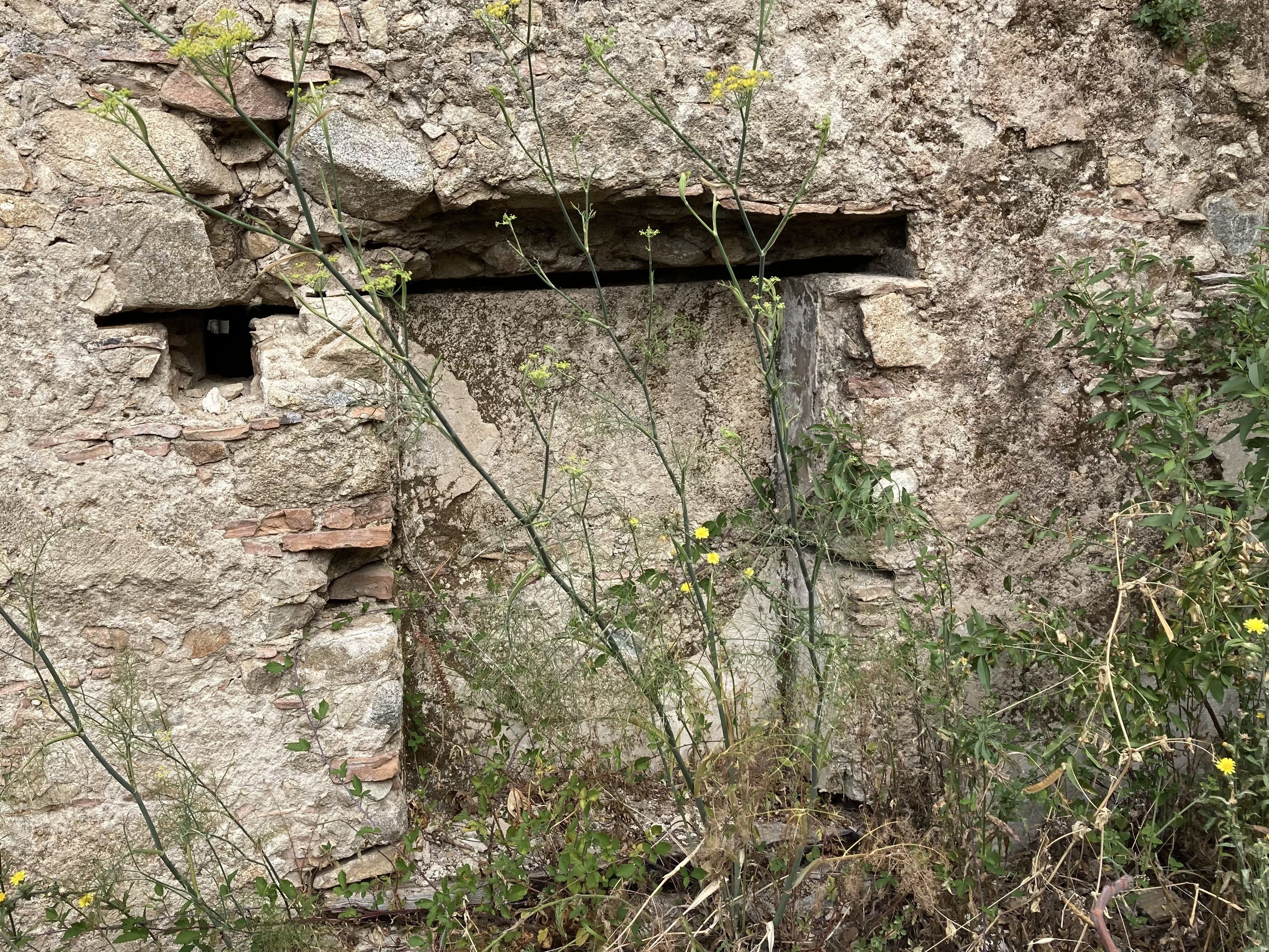
Una porta murata

La chiesa di San Teodoro è situata nella piazza principale del borgo ed è accessibile da una piccola scala; oggi si presenta diroccata e sono rimasti in piedi solo i muri perimetrali e la facciata a capanna; l'interno è invaso da piante, ma sono riconoscibili ancora le nicchie e l'altare maggiore.

## Infrastrutture e trasporti
Il borgo è raggiungibile tramite il vecchio tratto del SS107, imboccando la SP180 dal bivio per Fantino e scendendo giù per una strada interpoderale imboccabile poco prima di Fantino; per risalire bisogna percorrere un'impervia salita.
Questa strada, un tempo mulattiera, venne rifatta negli anni '50  dall'O.V.S. (Opera Valorizzazione Sila), ma ad oggi è abbastanza insicura.

## Galleria d’immagini

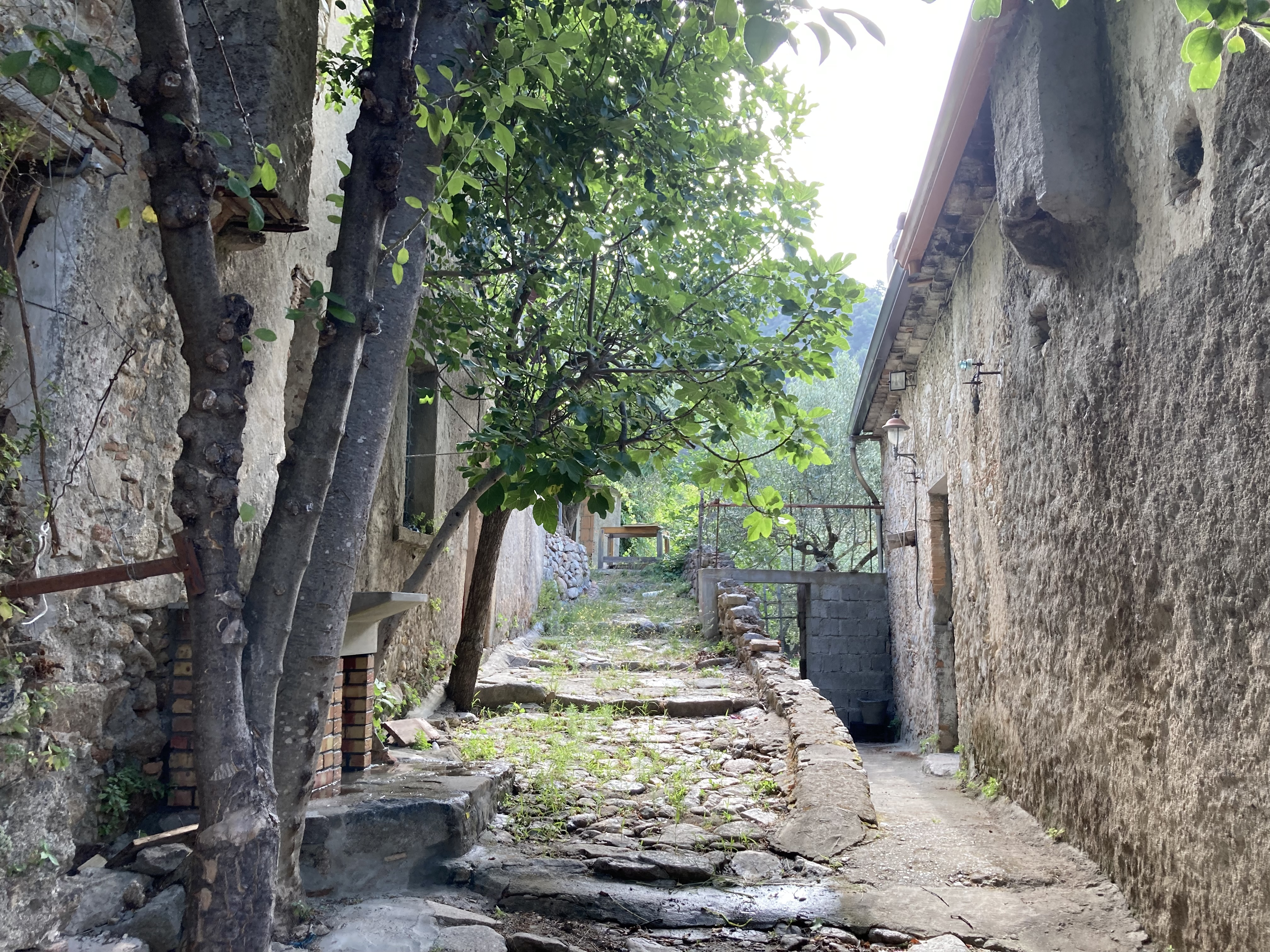
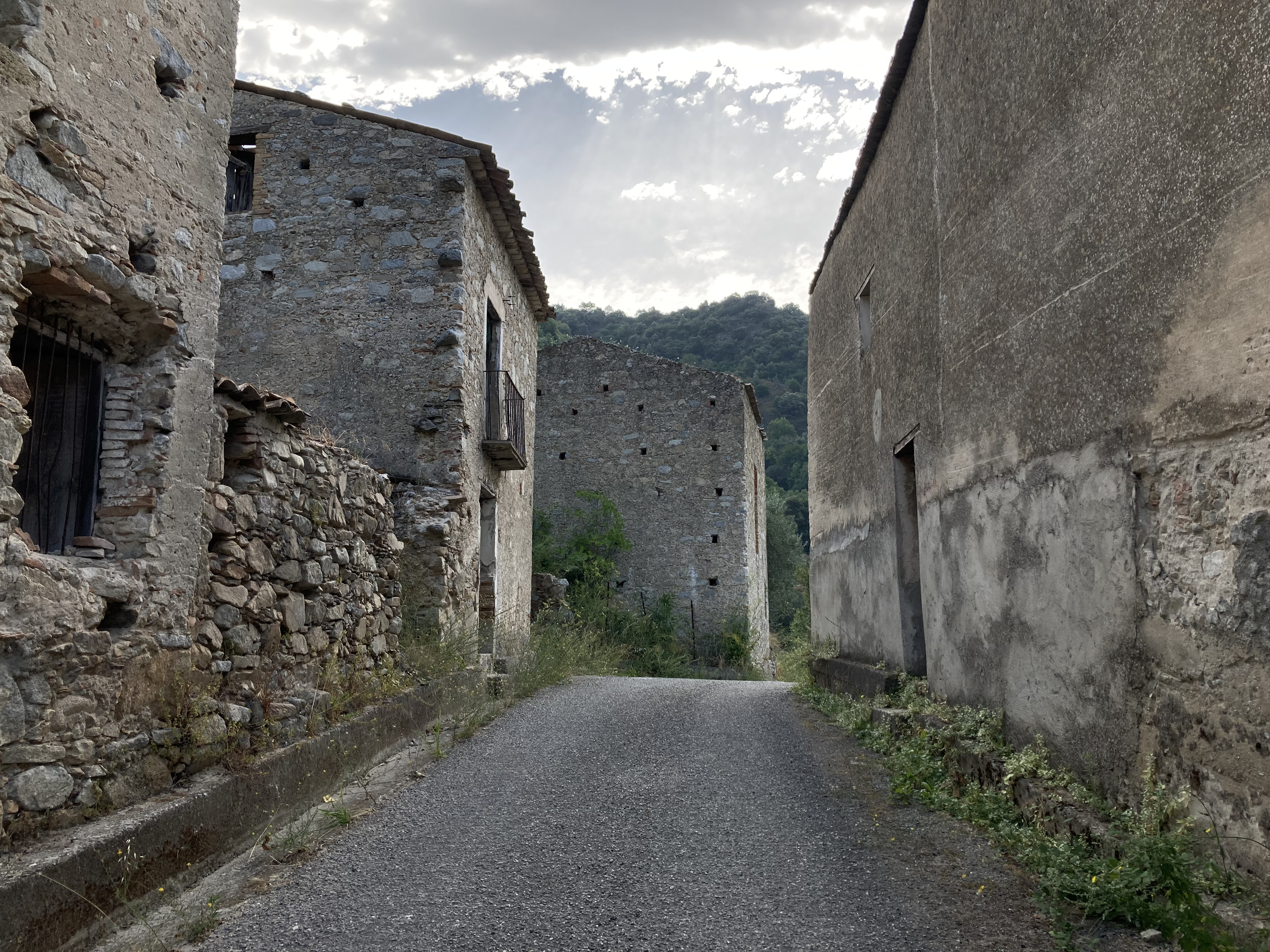
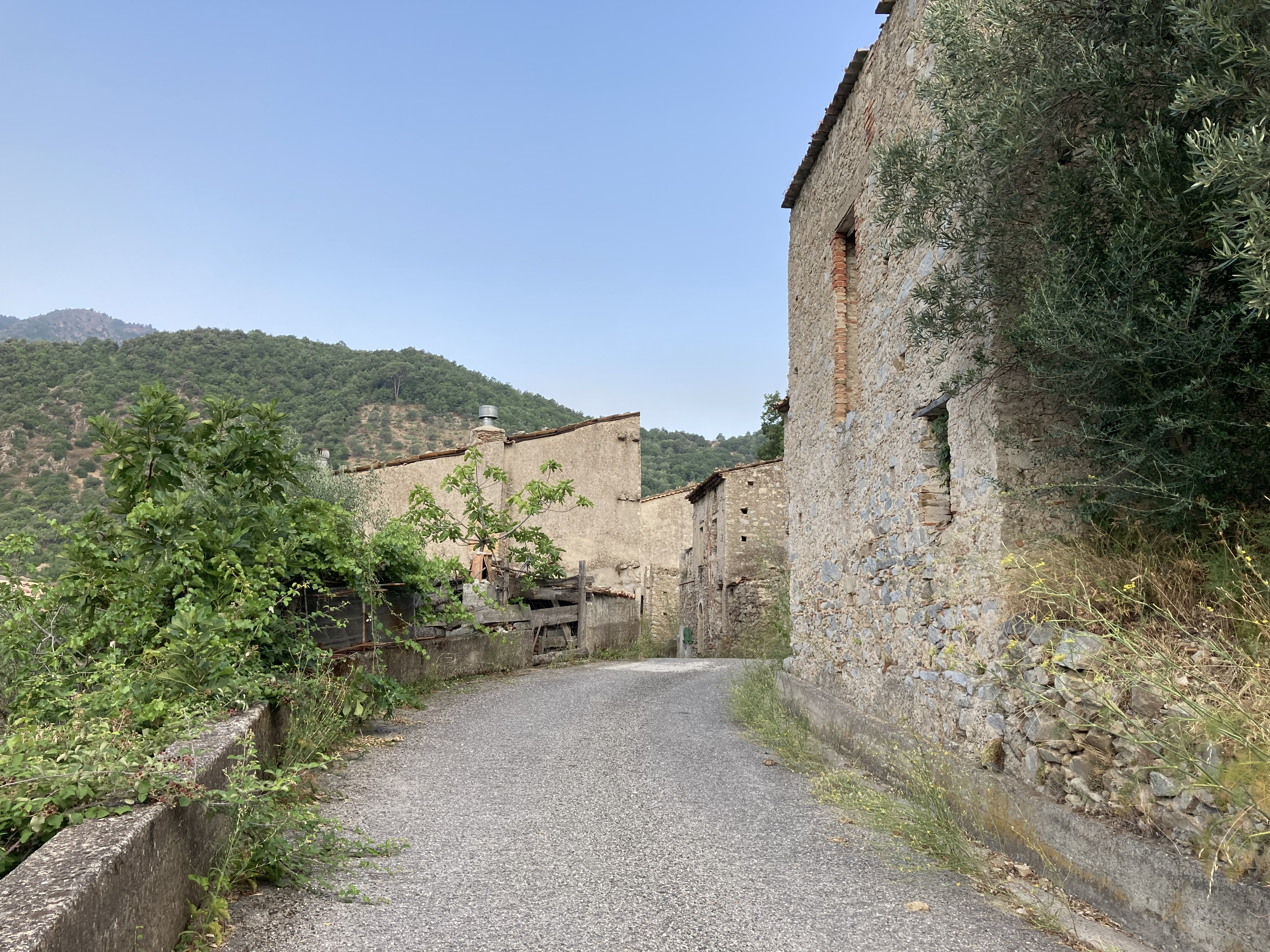
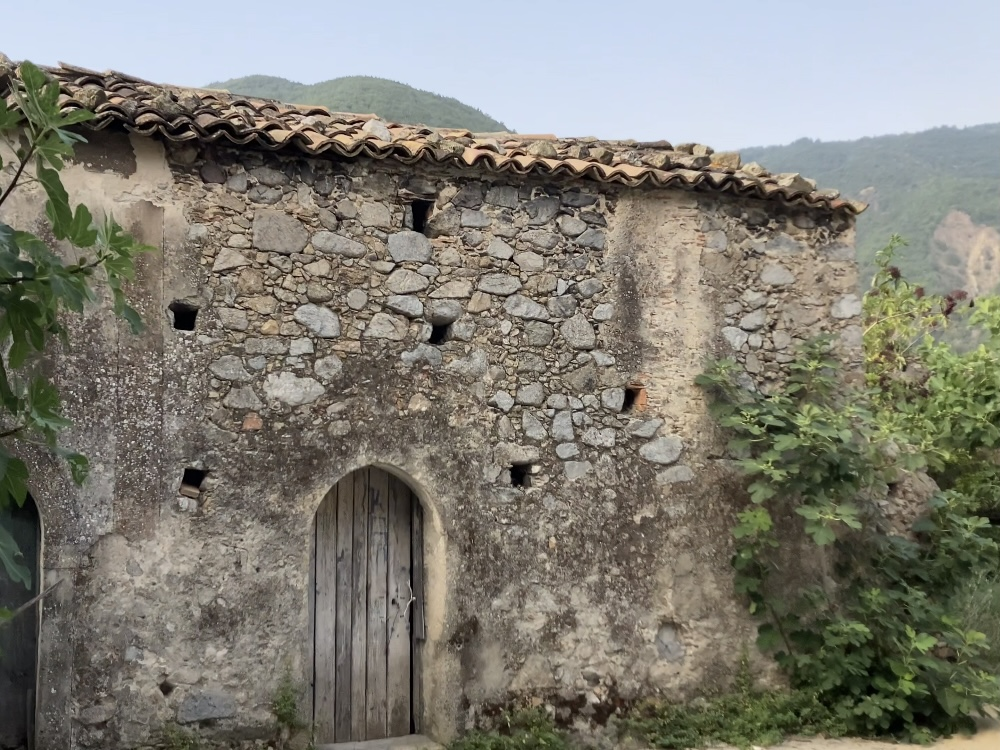
Scorci di Carello

## Curiosità
- Negli anni '60 l'ente Opera Sila, aveva in programma la realizzazione della linea elettrica che avrebbe dovuto raggiungere il borgo. Ciò nonostante in concomitanza della programmazione dei lavori, il borgo venne abbandonato dai suoi abitanti. La progettazione quindi, non fu portata poi a compimento.
- La maggior parte degli abitanti di Carello, presa dimora nella vicina Acquafredda, continuano l'attività agricola e della pastorizia che già praticavano.
- Carello è posizionato nella parte terminale di una preziosissima vallata, quella di Iannia-Carello, che ospita poche centinaia di piante di olivo, e che grazie al microclima che la valle riproduce, secondo studi ed analisi universitari fatti sulle olive prodotte, queste regalerebbero un olio dalle caratteristiche e proprietà che non ha eguali in tutt’Italia[senza fonte].